# 馬赫德爾古普夫山
47°48′18″N 13°33′33″E / 47.80498°N 13.55914°E
馬赫德爾古普夫山（德語：Mahdlgupf），是奧地利的山峰，位於該國北部，由上奧地利州負責管轄，屬於赫倫格山的一部分，海拔高度1,209米，每年平均降雨量1,801毫米。